# Gigartinaceae
Gigartinaceae é uma família de algas vermelhas pluricelulares da ordem Gigartinales.